# Eric Hesselgren
Eric Hesselgren, född 12 mars 1715 i Stockholm, död 31 december 1803 i Säbrå, var en svensk teolog, språkvetenskapsman och biskop.

## Biografi
Eric Hesselgren tillhörde samma släkt som ätten Silfverstolpe härstammar från och var son till överinspektoren Brynolf Hesselgren och Hedvig Kristina Micrander, en brorsdotter till Julius Micrander och ättling till Stormor i Dalom. Ett år efter att Erik Hesselgren föddes fängslades fadern, anklagad för spioneri mot Karl XII. Fadern frikändes först efter kungens död 1718, varför han som kompensation av riksdagen fick ett hemman i Edsala i Södermanland, där familjen bodde från 1720. Fadern och hans släktkrets var verksamma inom lantmäteriet.
Hesselgren själv ägnade sig däremot åt teologin och språkvetenskapen som elev till Johan Ihre. Han blev student vid Uppsala universitet 1730 och var under studietiden informator åt Johan Gustaf Psilanderhielm. Han utsågs 1743 till biblioteksamanuens i Uppsala för att 1745 bli docent vid Uppsalas filosofiska fakultet.
Sedan Hesselgren en tid varit bibliotekarie i Uppsala och i Halle, där han vistades 1746-1752, anlitades han i ett diplomatiskt uppdrag i Berlin. Efter en tid som lektor i grekiska och hebreiska vid Gävle skola återkom han till universitetet i Uppsala 1754 som adjunkt i teologi, för vilket han prästvigdes och fick Börje socken som prebende och honorarprosteri. År 1760 fick han professuren i semitiska språk efter Christopher Clewberg, ett ämbete han skötte genom att utöka undervisningen med etiopiska, arameiska och syriska. Efter elva år i den befattningen upphöjdes han till professor i teologi 1771 och hade dessförinnan blivit teologie doktor vid Lunds universitet. Han var rektor för Uppsala universitet vårterminerna 1769 och 1776, och fick 1773 Vaksala kontrakt som prebende.
1779 blev han biskop i Härnösands stift, ett ämbete han skötte till sin död 1803. I den egenskapen invigde han Härnösands gymnasium. Hesselgren var kommendör av Nordstjärneorden.
Hesselgren var gift med Elisabeth Margareta Asp, dotter till Matthias Asp och Margaretha Catharina Waldia. En av deras ättlingar är arkitekten Sven Hesselgren. Riksdagsmannen och prosten Brynolf Hesselgren var deras son.

## Priser och utmärkelser
- Kommendör av Nordstjärneorden, KNO, 1789 [1]